# エアロプレス

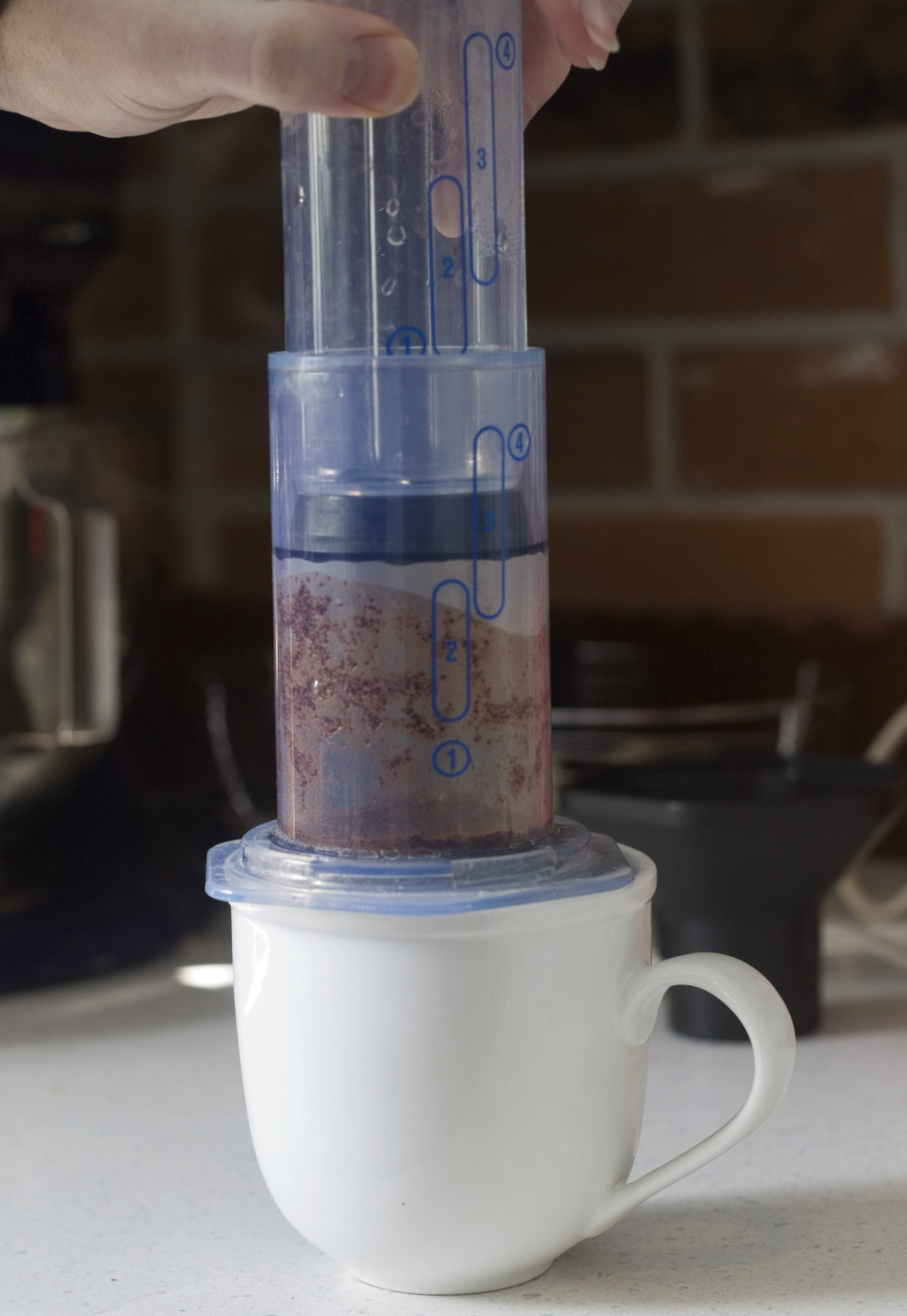
エアロプレスによるコーヒーの抽出

エアロプレス (英語: AeroPress)はコーヒーを淹れる器具である。
これは2005年にエアロビーの社長であるアラン・アドラーによって発明されたものである。
コーヒーの粉はチャンバーと呼ばれる筒の中で10〜50秒間お湯に浸され（この時間は挽目の粗さやコーヒーの濃さによって異なる）、その後プランジャーと呼ばれるピストンで圧力をかけられ、フィルターを通り抜けて抽出される。フィルターはエアロプレス専用ペーパーフィルターか、または円盤状の薄い金属フィルターが用いられる 。
このコーヒーメーカーはエスプレッソの濃さのコーヒーを作ることができるとパッケージには記されているが、一般的にはフィルタードリップの濃さのコーヒーを淹れることができる。

## 器具の構成

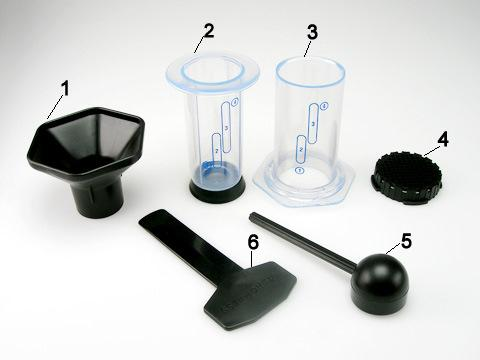
エアロプレス本体とパッケージに含まれるアクセサリー（この他にペーパーフィルター/ホルダーも含まれている）。
1.ファンネル（漏斗）、2.プランジャー（内筒）、3.チャンバー（外筒）、4.フィルターキャップ、5.粉計量スプーン（目安：山盛り約17g）、6.パドル（撹拌棒）

この器具は2つのポリエステル製の2つの大きさの筒で構成されている（現在はポリプロピレン製に変更されている）。内側の筒にはゴム製のピストンが付いており、外側の筒の内側にピッタリとはまり、注射器と同じように気密性を保つようになっている。

## コーヒー抽出の方法

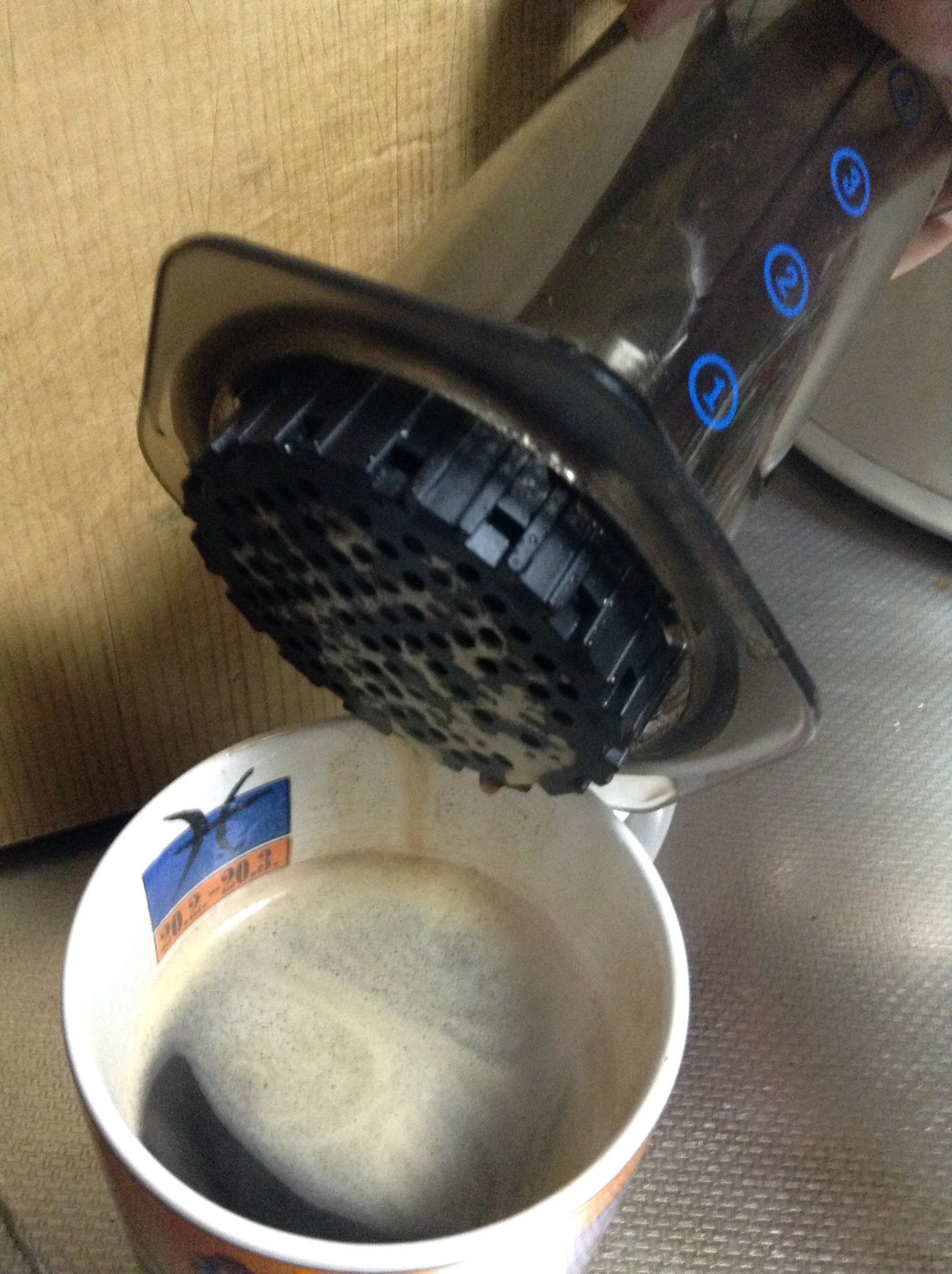
エアロプレスで抽出した直後のコーヒー

### 一般的抽出方法
一般的な抽出方法は以下の通りである。
1. 細引きのコーヒーの粉を、ペーパーフィルターを底部にセットしたチャンバー（大きい方のシリンダー）の中にいれる。
2. 約75〜85℃（約170〜190℉）のお湯をコーヒーの粉の上に注ぐ。
3. 約10秒間かき混ぜたのち、プランジャーをはめる。
4. フィルターペーパーでコーヒーを濾過するようにプランジャーを下方向へ押し下げる[4]。

世界のさまざまなコーヒー競技会（World Barista Championship、Brewers Cup、World AeroPress Championshipなど）において、コーヒー豆はフィルター用よりも若干細かめに挽いた豆を14～20グラム使い、80〜92℃のお湯200〜230グラムで30〜60秒間の抽出時間で抽出されている。

### インバート法（倒立法）
バリスタ（カフェの店員）やコーヒー愛好家たちはエアロプレスを倒立させ（上下をひっくり返し）て抽出する方法を創り出した。
インバート法においては、
1. プランジャー（内筒）ははじめからチャンバー（外筒）にセットする。
2. フィルターキャップが付く側が上に開いている状態でエアロプレス全体を上下逆さに立てる。
3. チャンバーの開いている上側から1〜2杯の挽き豆をいれ、その後にお湯をいれてかき混ぜる。
4. 抽出する間、フィルターはフィルターキャップにセットしておき、湿らせてフィルターキャップに張り付くようにしておく。
5. フィルターペーパーが落ちないように気をつけてキャップをチャンバーの上にセットしてねじって留める。
6. 抽出時間が完了したら、エアロプレスをサーバーの上に立てて普通にプランジャーを押し下げるか、または傾けてプランジャーを押し込んで抽出する。

この方法は、挽いた粉とお湯を一緒にして長い抽出時間をかけるという点で、フレンチプレスとよく似ている。フレンチプレスで使われるような粗挽きの豆のように、エアロプレスで一般的に使用する最適な状態とは違う挽き豆を使う場合に便利な方法である。

## 抽出されたコーヒーの特徴
- 概ねエスプレッソと同じくらいの濃さであるといわれている[7]。
- ドリップコーヒーよりもpHが高い（酸度は1/5）[1]。
- 総抽出時間は30秒[1]

## フレンチプレスとの違い
エアロプレスはフレンチプレスといくつかの特徴を共有しているが以下の点ではまったく異なっている。すなわちエアロプレスでは
- コーヒーのほとんどの固形物を取り除く、使い捨てペーパーフィルターを使用する（フレンチプレスではやや粗めの金属またはナイロンのメッシュフィルターを使用している）。
- 抽出にかける時間が短い。
- 風味の抽出をより良くするために空気圧を用いる。
- 細挽きのコーヒー豆を使用する（ドリップ用よりも若干細かく、しかしエスプレッソマシンで用いるよりも粗い挽き豆）。

これに対してフレンチプレスでは粗挽き豆が推奨される。